# KdV方程式
KdV方程式（KdVほうていしき、英: KdV equation）、もしくはコルトヴェーグ・ドフリース方程式とは、非線形波動を記述する非線形偏微分方程式の一つである。ソリトン解を有する可積分系の代表的な例として知られる。方程式の名前は、定式化を行ったコルトヴェーグ (D. Korteweg) とド・フリース (G. de Vries) に因む。

## 概要
時間変数 t と空間変数 x をもつ一次元実数値関数 u(x, t) に対して、α, β をゼロではない任意の実定数として
{\displaystyle {\frac {\partial u}{\partial t}}+\alpha u{\frac {\partial u}{\partial x}}+\beta {\frac {\partial ^{3}u}{\partial x^{3}}}=0}
で与えられる非線形偏微分方程式をKdV方程式という。また、各変数と u に適当なスケール変換を施せば、係数を α = 6, β = 1 と取りなおすことができる。このとき、各変数に対する偏微分を右下の添え字として表せば、
{\displaystyle u_{t}+6uu_{x}+u_{xxx}=0}
となる。
KdV方程式は、浅水波などの非線形波動現象を記述する。
KdV方程式の一般的な解法としては、逆散乱法や広田の直接法が存在する。

### 非線形項・分散項
KdV方程式の第二項 uux を波の立上りの効果を表す非線形項、第三項 uxxx を波の広がりの効果を表す分散項という。KdV方程式は非線形項と分散項が釣り合うため、波が形を崩すことなく伝播する。

### その他の表示
KdV方程式の係数のとり方はいくつかの流儀が存在するが、いずれも適当な変数変換の下で、互いに移り変われる。例えば、u → −u なる変換による
{\displaystyle u_{t}-6uu_{x}+u_{xxx}=0}
や u → u/6 なる変換による
{\displaystyle u_{t}+uu_{x}+u_{xxx}=0}
もよく用いられる。

## 歴史的背景
KdV方程式の研究の歴史は、1834年、造船技師スコット・ラッセルがエジンバラ郊外の運河で孤立波を観察したことに遡る。彼は艀用の狭い運河のそばで馬に乗っているときに、孤立波が運河を伝播する様子を偶然、目撃した。彼はその時の状況を次のように記している。
| 「                          | 私は2頭の馬に引かれたボートが狭い運河を進む動きを観察していた。ボートはにわかに止まったが、動いていた運河の水はそうならなかった。水が船の舳先の周りに急激に集まり、突然そこを離れすごい速さでうねり進んでいった。孤立した水の盛り上がりは丸みを帯びた、滑らかではっきりとした水の集まりであり、それが見たところ形や速度を変えることなく、運河に沿って進んでいった。私は馬の背に乗って追いかけたが、波は時速8〜9マイルで進み続け、元の約30フィートの幅と約1〜1.5フィートの高さを保っていた。その高さは徐々に減少していき、私は1〜2マイル追いかけたが、運河の曲がり角で見失った。1834年の8月、[移動波]と名付けた特異で美しい現象に、私が偶然出会った最初の機会であった。 | 」 |
| —ジョン・スコット・ラッセル | |    |

造船技師かつ流体力学の研究者であった彼は、実験用の水槽を作り、研究を進めた。そして、次の結果を得た。
- 浅水波の伝播において、孤立波（永久型の長波）が存在する。
- 一定水深の水路において、孤立波の速度は v = √g(h + η) で与えられる。ここで g は重力加速度、η は静止した状態の流体水面から測った波の高さ、h は静止流体の深さである。この研究結果は、ケルヴィン卿、ストークス、ブシネスク（英語版）、エアリーといった当時の科学者の間で、孤立波の存在についての大きな論争を起こした。特にエアリーは孤立波の存在に否定的であった。孤立波の存在に最終決着がつくのは、スコット・ラッセルの観測から60年経った後であった。

1895年、コルトヴェーグ (D. Korteweg) とド・フリース (G. de Vries) とは適度に振幅の小さい浅水波を記述する方程式として、KdV方程式を導いた。この方程式は孤立波を含む永久波解を持っていた。但し、彼らの研究は注目を浴びることなく、長い間、忘れ去られていた。

ザブスキーとクルスカルの報告結果を基に同条件で計算したKdV方程式の解の時間発展の様子。時刻 t = 0 での初期条件として与えられた余弦波は、時間とともに形を変え、いくつかの孤立波の集まりとなる。

70年後、KdV方程式はザブスキーとクルスカルによる、非線形格子におけるエネルギー伝播の問題（フェルミ・パスタ・ウラムの問題）の研究過程で再発見された。1965年、彼らは非線形格子の連続体モデルの数値計算において、不思議な現象を見い出した。一つは、余弦波で与えた初期状態がいくつかの孤立波に分裂する現象であり、もう一つは二つの孤立波の伝播において、速度が速い孤立波が速度が遅い孤立波を追い越す形で衝突してもそれぞれの波形が壊れず、そのまま伝播する現象である。彼らはこうした粒子性を有する波動現象を、孤立波 (solitary wave) と粒子を表す接尾語 -on を合わせ、ソリトン (soliton) と名付けた。このザブスキーとクルスカルによる研究を契機に、こうした可積分系の性質は注目を集め、その後の研究活発化と理論の発展につながった。

## KdV方程式の解
KdV方程式の解として、次のものが存在する。

### 1-ソリトン解
一つの孤立波を表す1ソリトン解は次の形で与えられる。
{\displaystyle u(x,t)=2\kappa ^{2}\operatorname {sech} ^{2}\kappa (x-ct+\delta )=2{\frac {\partial ^{2}}{\partial x^{2}}}\log {(1+e^{2\kappa (x-ct+\delta )})}\quad (c=4\kappa ^{2})}
ここで、sech は sech(x) = 2/ex + e−x で与えられる双曲線正割関数を表す。この解は u(x, t) = u(x − ct) という関数形を有しており、sech2 で表される一つのピークを持つ孤立波が形を保ったまま、速度 c で伝播する状況に対応している。また、振幅値 2κ2 は速度 c = 4κ2 に比例しており、波の高さ（振幅）が高いほど、速く伝播する性質を持つ。

### 2-ソリトン解
二つの孤立波を表す2ソリトン解は次の形で与えられる。
{\displaystyle u(x,t)=2{\frac {\partial ^{2}}{\partial x^{2}}}\log {\left(1+A_{1}e^{2\kappa _{1}(x-c_{1}t+\delta _{1})}+A_{1}e^{2\kappa _{2}(x-c_{2}t+\delta _{2})}+\left({\frac {\kappa _{1}-\kappa _{2}}{\kappa _{1}+\kappa _{2}}}\right)^{2}A_{1}A_{2}e^{2\kappa _{1}(x-c_{1}t+\delta _{1})+2\kappa _{2}(x-c_{2}t+\delta _{2})}\right)}}
但し、
{\displaystyle c_{1}=4\kappa _{1}^{\,2},\,\,c_{2}=4\kappa _{2}^{\,2}}
である。
この解は次のような行列式による表示を行うことも可能である。
{\displaystyle u(x,t)=2{\frac {\partial ^{2}}{\partial x^{2}}}\log {\det {A(x,t)}}}
{\displaystyle A(x,t)={\begin{pmatrix}1+{\frac {1}{2k_{1}}}e^{-2\kappa _{1}(x-c_{1}t+\delta _{1})}&{\frac {1}{k_{1}+k_{2}}}e^{\kappa _{1}(x-c_{1}t+\delta _{1})+\kappa _{2}(x-c_{2}t+\delta _{2})}\\{\frac {1}{k_{2}+k_{1}}}e^{\kappa _{2}(x-c_{2}t+\delta _{2})+\kappa _{1}(x-c_{1}t+\delta _{1})}&1+{\frac {1}{2k_{2}}}e^{-2\kappa _{2}(x-c_{2}t+\delta _{2})}\end{pmatrix}}}

### N-ソリトン解
N 個の孤立波を表す N ソリトン解は次の形で与えられる。
{\displaystyle u(x,t)=2{\frac {\partial ^{2}}{\partial x^{2}}}\log {\det {A(x,t)}}}
ここで、A = A(x, t) は n 次の正方行列で、その i 行 j 列成分 Aij(x, t) が
{\displaystyle A_{ij}(x,t)=\delta _{ij}+{\frac {1}{k_{i}+k_{j}}}e^{-\{\kappa _{i}(x-c_{i}t+\delta _{i})+\kappa _{j}(x-c_{j}t+\delta _{j})\}}}
{\displaystyle c_{i}=4\kappa _{i}^{\,2}\quad (i,j=1,2,\cdots ,N)}
で与えられる。但し、δij はクロネッカーのデルタを表す。

### 周期解（クノイダル波）
KdV方程式はヤコビの楕円関数 cn（クノイダル関数）で表される周期解
{\displaystyle u(x,t)=u_{0}+2\kappa ^{2}k^{2}\operatorname {cn} ^{2}\kappa (x-ct+\delta )}
をもつ。ただし、
{\displaystyle c=6u_{0}-(1-2k^{2})\kappa ^{2}}
である。

## 保存量
可積分系であるKdV方程式は、時間に対して不変となる無限個の独立な保存量を持つという著しい性質を持つ。1968年、日系人数学者ロバート・ミウラらによって、この性質は見出された。KdV方程式
{\displaystyle u_{t}+uu_{x}+u_{xxx}=0}
については、
{\displaystyle {\begin{aligned}I_{1}&=\int _{-\infty }^{\infty }u\,dx\\I_{2}&=\int _{-\infty }^{\infty }{\frac {1}{2}}u^{2}\,dx\\I_{3}&=\int _{-\infty }^{\infty }\left\{{\frac {1}{3}}u^{3}-u_{x}^{\,2}\right\}\,dx\\I_{4}&=\int _{-\infty }^{\infty }\left\{{\frac {1}{4}}u^{4}-3uu_{x}^{\,2}+{\frac {9}{5}}u_{xx}^{\,2}\right\}\,dx\\I_{5}&=\int _{-\infty }^{\infty }\left\{{\frac {1}{5}}u^{5}-6u^{2}u_{x}^{\,2}+{\frac {36}{5}}uu_{xx}^{\,2}-{\frac {108}{35}}u_{xxx}^{\,2}\right\}\,dx\\&\;\vdots \end{aligned}}}
が保存量となる。

### 論文
- Russell, J. Scott (1845), “Report on waves” (PDF), Report of the fourteenth meeting of the British Association for the Advancement of Science, York (London) (September 1844):  311–390, Plates XLVII-LVII.
- Korteweg, D. J.; deVries, G. (1895). “On the Change of Form of Long Waves Advancing in a Rectangular Canal, and on a New Type of Long Stationary Waves”. Phil. Mag.. Series 5 (Taylor & Francis) 39 (240):  422-443. doi:10.1080/14786449508620739. ISSN 1478-6435. LCCN 2003-249007. OCLC 476300855.
- Zabusky, N.J.; Kruskal, M. D. (1965). “Interaction of "Solitons" in a Collisionless Plasma and the Recurrence of Initial States”. Phys. Rev. Lett. (APS) 15 (6):  240-243. doi:10.1103/PhysRevLett.15.240. ISSN 0031-9007. LCCN 59-37543. OCLC 1715834.
- Miura, Robert M.; Gardner, Clifford S.; Kruskal, Martin D. (1968). “Korteweg–de Vries equation and generalizations. II. Existence of conservation laws and constants of motion”. J. Math. Phys. (AIP) 9 (8):  1204. doi:10.1063/1.1664701. ISSN 0022-2488. LCCN a610-3320. OCLC 42684012.

### 書籍
- 和達, 三樹『非線形波動』岩波書店〈現代物理学叢書〉、2000年6月15日。ASIN 4000067419。ISBN 978-4000067416。 NCID BA47128770。OCLC 674802574。全国書誌番号:20086006。
- 戸田, 盛和『非線形波動とソリトン』（新版）日本評論社、2000年8月。ASIN 4535783160。ISBN 978-4535783164。 NCID BA48161206。OCLC 54567165。全国書誌番号:20103309。